# Wessam Abou Ali
Wessam Abou Ali (in arabo وسام أبو علي‎?; Aalborg, 4 gennaio 1999) è un calciatore danese naturalizzato palestinese, attaccante del Columbus Crew e della nazionale palestinese.

## Biografia
Ha origini palestinesi.

## Caratteristiche tecniche
È un centravanti.

## Carriera

### Club
Nel 2009 viene ingaggiato dall'Aalborg, che lo aggrega al proprio settore giovanile. Esordisce nel campionato danese il 5 marzo 2018 contro l'Horsens, subentrando all'85' al posto di Jannik Pohl. Il 23 agosto 2019 viene ceduto in prestito al Vendsyssel. L'8 settembre 2020 si trasferisce al Silkeborg a titolo definitivo. Il 31 agosto 2021 il Vendsyssel ne ufficializza il ritorno. Il 12 settembre 2021, all'esordio contro il Lyngby, è vittima di un arresto cardiaco e viene trasferito in ospedale. Due giorni dopo viene dimesso.
Il 13 luglio 2023 viene tesserato dal Sirius, formazione della massima serie svedese. Disputa tutte le sedici gare di campionato da lì fino al termine dell'Allsvenskan 2023, realizzando 10 gol in 16 presenze.
L'11 gennaio 2024 si trasferisce in Egitto, venendo acquistato dall'Al-Ahly con un contratto fino al 2028. Termina la stagione segnando 19 reti in 26 gare complessive, vincendo la CAF Champions League e il campionato, laureandosi capocannoniere del torneo con 18 reti. Il 23 giugno, nella Coppa del Mondo per Club FIFA negli Stati Uniti, mette a segno una storica tripletta, prima del torneo,  nell'ultima partita della fase a gironi contro il Porto, partita conclusasi sul pareggio per 4-4, che sancisce l'eliminazione di entrambi i club.
Il 26 luglio 2025 passa al Columbus Crew, negli Stati Uniti d'America, disputante la MLS, firmando un biennale.

### Nazionale
Dopo aver rappresentato la Danimarca a livello giovanile, nel 2024 accetta la convocazione da parte della  nazionale palestinese. Esordisce in nazionale il 6 giugno 2024 in Palestina-Libano (0-0), gara di qualificazione ai Mondiali 2026.

## Statistiche

### Presenze e reti nei club
Statistiche aggiornate al 26 luglio 2025.
| Stagione          | Squadra           | Campionato        | Campionato | Campionato | Coppe nazionali | Coppe nazionali | Coppe nazionali | Coppe continentali | Coppe continentali | Coppe continentali | Altre coppe  | Altre coppe | Altre coppe | Totale | Totale | Totale |
| Stagione          | Squadra           | Comp              | Pres       | Reti       | Comp            | Pres            | Reti            | Comp               | Pres               | Reti               | Comp         | Pres        | Reti        | Pres   | Reti   |        |
| ----------------- | ----------------- | ----------------- | ---------- | ---------- | --------------- | --------------- | --------------- | ------------------ | ------------------ | ------------------ | ------------ | ----------- | ----------- | ------ | ------ | ------ |
| 2017-2018         | Aalborg           | SL                | 1+5        | 0+1        | CD              | 0               | 0               | -                  | -                  | -                  |              | -           | -           | 6      | 1      |        |
| 2018-2019         | Aalborg           | SL                | 16+6       | 1          | CD              | 1               | 2               | -                  | -                  | -                  | -            | -           | -           | 24     | 3      |        |
| ago. 2019         | Aalborg           | SL                | 2          | 0          | CD              | 0               | 0               | -                  | -                  | -                  | -            | -           | -           | 2      | 0      |        |
| Totale Aalborg    | Totale Aalborg    | Totale Aalborg    | 30         | 2          |                 | 1               | 2               |                    | -                  | -                  |              | -           | -           | 31     | 4      |        |
| ago. 2019-2020    | Vendsyssel        | 1D                | 22         | 11         | CD              | 1               | 2               | -                  | -                  | -                  | -            | -           | -           | 23     | 13     |        |
| 2020-2021         | Silkeborg         | 1D                | 8+2        | 3          | CD              | 0               | 0               | -                  | -                  | -                  | -            | -           | -           | 10     | 3      |        |
| ago. 2021         | Silkeborg         | SL                | 3          | 0          | CD              | 0               | 0               | -                  | -                  | -                  | -            | -           | -           | 3      | 0      |        |
| Totale Silkeborg  | Totale Silkeborg  | Totale Silkeborg  | 13         | 3          |                 | 0               | 0               |                    | -                  | -                  |              | -           | -           | 13     | 3      |        |
| ago. 2021-2022    | Vendsyssel        | 1D                | 1+9        | 0          | CD              | 0               | 0               | -                  | -                  | -                  | -            | -           | -           | 10     | 0      |        |
| 2022-2023         | Vendsyssel        | 1D                | 22+9       | 11+3       | CD              | 3               | 2               | -                  | -                  | -                  | -            | -           | -           | 34     | 16     |        |
| Totale Vendsyssel | Totale Vendsyssel | Totale Vendsyssel | 63         | 25         |                 | 4               | 4               |                    | -                  | -                  |              | -           | -           | 67     | 29     |        |
| 2023              | Sirius            | A                 | 16         | 10         | CS              | 1               | 1               | -                  | -                  | -                  | -            | -           | -           | 17     | 11     |        |
| gen.-giu. 2024    | Al-Ahly           | PL                | 19         | 18         | CE              | 1               | 0               | CCL                | 6                  | 1                  | -            | -           | -           | 26     | 19     |        |
| 2024-2025         | Al-Ahly           | PL                | 9+7        | 2+8        | CE+CdL          | 0+0             | 0               | CCL                | 10                 | 4                  | SE+SA+CI+Cmc | 2+1+2+3     | 0+1+1+3     | 34     | 19     |        |
| Totale Al Ahly    | Totale Al Ahly    | Totale Al Ahly    | 35         | 28         |                 | 1               | 0               |                    | 16                 | 5                  |              | 8           | 5           | 60     | 38     |        |
| 2025              | Columbus Crew     | MLS               | 0          | 0          | -               | -               | -               | -                  | -                  | -                  | CC           | 0           | 0           | 0      | 0      |        |
| Totale carriera   | Totale carriera   | Totale carriera   | 157        | 68         |                 | 7               | 7               |                    | 16                 | 5                  |              | 8           | 5           | 188    | 85     |        |

### Cronologia presenze e reti in nazionale
| Cronologia completa delle presenze e delle reti in nazionale ― Palestina | Cronologia completa delle presenze e delle reti in nazionale ― Palestina | Cronologia completa delle presenze e delle reti in nazionale ― Palestina | Cronologia completa delle presenze e delle reti in nazionale ― Palestina | Cronologia completa delle presenze e delle reti in nazionale ― Palestina | Cronologia completa delle presenze e delle reti in nazionale ― Palestina | Cronologia completa delle presenze e delle reti in nazionale ― Palestina | Cronologia completa delle presenze e delle reti in nazionale ― Palestina |
| Data                                                                     | Città                                                                    | In casa                                                                  | Risultato                                                                | Ospiti                                                                   | Competizione                                                             | Reti                                                                     | Note                                                                     |
| ------------------------------------------------------------------------ | ------------------------------------------------------------------------ | ------------------------------------------------------------------------ | ------------------------------------------------------------------------ | ------------------------------------------------------------------------ | ------------------------------------------------------------------------ | ------------------------------------------------------------------------ | ------------------------------------------------------------------------ |
| 6-6-2024                                                                 | Doha                                                                     | Palestina                                                                | 0 – 0                                                                    | Libano                                                                   | Qual. Mondiali 2026                                                      | -                                                                        | 90+5’                                                                    |
| 5-9-2024                                                                 | Seul                                                                     | Corea del Sud                                                            | 0 – 0                                                                    | Palestina                                                                | Qual. Mondiali 2026                                                      | -                                                                        |                                                                          |
| 10-9-2024                                                                | Kuala Lumpur                                                             | Palestina                                                                | 1 – 3                                                                    | Giordania                                                                | Qual. Mondiali 2026                                                      | 1                                                                        |                                                                          |
| 10-10-2024                                                               | Bassora                                                                  | Iraq                                                                     | 1 – 0                                                                    | Palestina                                                                | Qual. Mondiali 2026                                                      | -                                                                        |                                                                          |
| 15-10-2024                                                               | Al Rayyan                                                                | Palestina                                                                | 2 – 2                                                                    | Kuwait                                                                   | Qual. Mondiali 2026                                                      | 1                                                                        |                                                                          |
| 14-11-2024                                                               | Mascate                                                                  | Oman                                                                     | 1 – 0                                                                    | Palestina                                                                | Qual. Mondiali 2026                                                      | -                                                                        |                                                                          |
| Totale                                                                   |                                                                          | Presenze                                                                 | 6                                                                        |                                                                          | Reti                                                                     | 2                                                                        |                                                                          |

Record:
Primo calciatore palestinese a segnare nella competizione "Coppa del mondo per club FIFA" nella partita Porto-Al Ahly 4-4 (autore di 3 gol per la formazione ospite)

## Palmarès

### Club

#### Competizioni nazionali
- Campionato egiziano: 2

Al-Ahly: 2023-2024, 2024-2025
- Supercoppa d'Egitto: 1

Al-Ahly: 2024

#### Competizioni internazionali
- CAF Champions League: 1

Al-Ahly: 2023-2024
- Coppa Intercontinentale FIFA - Coppa Africa-Asia-Pacifico: 1

Al-Ahy: 2024

### Individuale
- Capocannoniere del campionato egiziano: 1

2023-2024 (18 gol)